# Nosotros con Salvini
Nosotros con Salvini (en italiano: Noi con Salvini, NcS) fue un partido político en Italia, cuyos principales temas de campaña son el euroescepticismo y una fuerte postura contra la inmigración ilegal. El partido, fundado por Matteo Salvini el 19 de diciembre de 2014, es considerado el partido hermano de la Liga Norte (LN) para Lacio, el sur de Italia y Cerdeña.
Salvini fue el presidente del partido, Raffaele Volpi (un senador de Lega Nord) vicepresidente, mientras que Angelo Attaguile, exmiembro del Partido de los Sicilianos, fue el primer diputado en unirse al partido, secretario y líder en Sicilia.
El partido participó en las elecciones generales de 2018 como parte de la lista "Lega".

## Historia
Poco después de las elecciones al Parlamento Europeo de 2014, celebradas en mayo, Matteo Salvini, secretario federal de la Liga Norte (LN), propuso la creación de un partido hermano para las regiones de Italia donde LN no estaba activo.
El 19 de diciembre de 2014, Salvini lanzó el nuevo partido durante una conferencia de prensa en Roma.
Desde sus primeros meses de actividad, NcS formó lazos con varios activistas y organizaciones locales, desde Souad Sbai, un exdiputado de El Pueblo de la Libertad (PdL) de origen marroquí y líder antiislamista, hasta los nacionalistas italianos y neofascistas de CasaPound. El 8 de febrero de 2015, Salvini y Attaguile, un diputado, lanzaron la sección siciliana del partido en Palermo: en el evento, se disculpó por la retórica pasada de Liga Norte hacia el sur.
El 27 de febrero de 2015, LN y NcS organizaron una manifestación conjunta en Roma. Junto con Salvini y Luca Zaia, los oradores contaron con la presencia de representantes de algunas asociaciones sociales/profesionales y sindicatos (incluido Claudio Ardizio, un líder local de La Otra Europa, una coalición electoral de izquierda), el ya mencionado Souad Sbai, el líder del Partido Nuevo de Italia y partidario de impuestos fijos Armando Siri, la presidenta de Hermanos de Italia (FdI) Giorgia Meloni y el vicepresidente de CasaPound Simone Di Stefano, quien habló en nombre de la recién organizada asociación Soberanía. En noviembre tuvo lugar otro mitin en Bolonia, esa vez con la participación del líder de Forza Italia (FI), Silvio Berlusconi, junto con Meloni. CasaPound/Soberanía, que no fue invitado, no le gustó el giro "moderado" de Salvini y desertó de la manifestación. Tanto Salvini como los líderes de CasaPound confirmaron que los dos partidos ya no cooperarían debido a diferentes puntos de vista.
Siete diputados, incluido Attaguile, se han unido al partido: Barbara Saltamartini (ex-AN/PdL/NCD), Giuseppina Castiello (ex-AN/PdL/FI) Alessandro Pagano (ex-FI/PdL/NCD), Carmelo Lo Monte (ex-DC/PPI/DE/UdC/MpA/CD/PSI), Trifone Altieri (ex-FI/PdL/FI/CR/DI), y Roberto Marti (ex-FI/PdL/FI/CR/DI).
En abril de 2016 se anunció que Irene Pivetti, expresidenta de la Cámara de Diputados que había dejado el LN en 1996 y que era entonces presidente de la Fundación de Desarrollo Italia-China, encabezaría la lista del partido en las próximas elecciones municipales en Roma. En las elecciones locales de 2016, LN tuvo un buen desempeño en el Centro-Norte, especialmente en su bastión Véneto, mientras que el NcS obtuvo resultados insignificantes, incluido el 2,7% en Roma.
En las elecciones locales de 2017, el NcS estuvo presente solo en unos pocos municipios, obteniendo algunos resultados convincentes solo en el Centro-Sur (más cerca de las áreas de influencia de LN), incluyendo 6,8% en L'Aquila (Abruzos), 8,5% en Ladispoli, 6,6% en Guidonia Montecelio, 6,6% en Fonte Nuova and 3,0% en Cerveteri (Lacio), 3,3% en Mondragone (norte de Campania), y ocasionalmente 4,9% en Santeramo in Colle (Apulia).
En las elecciones generales de 2018, el partido formó una lista conjunta con LN bajo el lema "Liga", obteniendo sus mejores resultados en Abruzos (13,8%), Lacio (13.0%), Cerdeña (10,8%) – donde la lista presentaba también candidatos del Partido Sardo de Acción –, y Molise (8.7%). 17 diputados y 11 senadores fueron elegidos en el Centro-Sur, incluidos 15 diputados y 7 senadores de NcS (incluido el economista Alberto Bagnani, la famosa abogada Giulia Bongiorno y el sindicalista Claudio Durigon), 1 diputado y un senador de la LN (Filippo Maturi de Liga Norte Alto Adigio/Tirol del Sur en Lacio y Salvini en Calabria), 1 diputado y 1 senador del Partido Liberal Italiano (Cinzia Bonfrisco y Giuseppe Basini, ambos norteños), 1 senador del Movimiento Nacional por la Soberanía (Claudio Barbaro) y uno del PSd'Az (Christian Solinas).

## Ideología
NcS adopta una visión muy crítica de la Unión Europea (UE), especialmente con el Euro, que Matteo Salvini describió una vez como un "crimen contra la humanidad". El partido también se opone bastante a la inmigración ilegal, que surgió en 2012 como un problema grave para Italia, especialmente para el sur.
En cuestiones económicas, NcS apoya impuestos fijos, reducciones de impuestos, federalismo fiscal, proteccionismo y, hasta cierto punto, agrarismo. En cuestiones sociales, NcS se opone al matrimonio entre personas del mismo sexo y a la gestión de inmigración de la UE, mientras que respalda los valores familiares y la legalización de los burdeles. En política exterior, NcS se opone al embargo internacional contra Rusia de 2014 y apoyó una apertura económica a Europa del Este y a países del Lejano Oriente como Corea del Norte.
Las posiciones políticas de NcS están cerca de las del Frente Nacional francés y del holandés Partido por la Libertad.

## Liderazgo
- Presidente: Matteo Salvini (2014–presente)
  - Vicepresidente: Raffaele Volpi (2015–presente)
- Secretario: Angelo Attaguile (2015–presente)

## Resultados electorales

### Parlamento Italiano
| Cámara de Diputados |         |     |         |     |                |
| Año electoral       | Votos   | %   | Escaños | +/– | Líder          |
| 2018                | en Liga | TBD | 15/630  | –   | Matteo Salvini |

| Senado de la República |         |     |         |     |                |
| Año electoral          | Votos   | %   | Escaños | +/– | Líder          |
| 2018                   | en Liga | TBD | 7/315   | –   | Matteo Salvini |

### Consejos Regionales
| Región  | Últimas elecciones | Votos                  | %   | Escaños | +/– |
| ------- | ------------------ | ---------------------- | --- | ------- | --- |
| Apulia  | 2015               | 38.661 (#11)           | 2,3 | 0/51    | –   |
| Sicilia | 2017               | 108.713 (#7) (con FdI) | 5,7 | 1/70    | 1   |